# 第25回全国大学サッカー選手権大会
第25回全国大学サッカー選手権大会は1976年11月24日から11月28日にかけて開催された全日本大学サッカー選手権大会である。法政大学が6年ぶり2回目の優勝を果たした。

## 概要
9地域の代表16校が参加した。

### 大会日程
- 1976年11月2日 - 1回戦
- 1976年11月4日 - 準々決勝
- 1976年11月5日 - 準決勝
- 1976年11月6日 - 決勝、三位決定戦

### 開催競技場
- 西が丘サッカー場（準々決勝・準決勝・決勝）
- 大宮サッカー場（準々決勝）

ほか

## 出場大学
- 札幌大学（北海道代表・9年連続9回目）
- 東北学院大学（東北代表・3年ぶり6回目）
- 早稲田大学（関東第1代表・7年連続10回目）
- 日本体育大学（関東第2代表・5年連続5回目）
- 法政大学（関東第3代表・5年連続8回目）
- 筑波大学（関東第4代表・3年ぶり8回目）
- 中央大学（関東第5代表・6年連続8回目）
- 金沢大学（北信越代表・5年連続6回目）
- 中京大学（東海代表・5年連続10回目）
- 大阪商業大学（関西第1代表・5年連続9回目）
- 大阪体育大学（関西第2代表・2年連続2回目）
- 同志社大学（関西第3代表・4年ぶり4回目）
- 広島修道大学（中国代表・9年ぶり3回目）
- 松山商科大学（四国代表・5年ぶり4回目）
- 九州産業大学（九州代表・11年連続11回目）
- 福岡大学（九州代表・8年連続8回目）

## 試合日程・結果

### 1回戦
| 1976年11月24日 |

| 早稲田大学 | 8 - 0 | 松山商科大学 |
|            |       |              |

|  |

| 1976年11月24日 |

| 札幌大学  | 3 - 1 | 中央大学   |
| 鐘ヶ江3 , |       | 得点者不明 |

|  |

| 1976年11月24日 |

| 中京大学 | 1 - 2 | 法政大学 |
|          |       |          |

|  |

| 1976年11月24日 |

| 九州産業大学 | 4 - 2 延長 | 大阪体育大学 |
|              |            |              |

|  |

| 1976年11月24日 |

| 日本体育大学 | 4 - 1 | 金沢大学 |
|              |       |          |

|  |

| 1976年11月24日 |

| 同志社大学 | 1 - 2 | 福岡大学 |
|            |       |          |

|  |

| 1976年11月24日 |

| 筑波大学 | 7 - 1 | 広島修道大学 |
|          |       |              |

|  |

| 1976年11月24日 |

| 東北学院大学 | 0 - 4 | 大阪商業大学 |
|              |       |              |

|  |

### 準々決勝
| 1976年11月25日 |

| 早稲田大学 | 1 - 1 延長 (PK 1-4) | 札幌大学 |
| 得点者不明 |                     | 宮城     |

| 西が丘サッカー場 |

| 1976年11月25日 |

| 法政大学 | 2 - 0 | 九州産業大学 |
|          |       |              |

| 西が丘サッカー場 |

| 1976年11月25日 |

| 日本体育大学 | 3 - 0 | 福岡大学 |
|              |       |          |

| 大宮サッカー場 |

| 1976年11月25日 |

| 筑波大学             | 5 - 3 | 大阪商業大学         |
| 田島 · 得点者不明4 , |       | 河内 · 得点者不明2 , |

| 大宮サッカー場 |

### 準決勝
| 1976年11月27日 |

| 札幌大学 | 0 - 1 延長 | 法政大学     |
|          |            | 五味 延前4分 |

| 西が丘サッカー場 |

| 1976年11月27日 |

| 日本体育大学 | 1 - 0 延長 | 筑波大学 |
| 小林 延前6分 |            |          |

| 西が丘サッカー場 |

### 三位決定戦
| 1976年11月28日 |

| 札幌大学 | 1 - 2 | 筑波大学 |
|          |       |          |

| 西が丘サッカー場 |

### 決勝
| 1976年11月28日 |

| 法政大学           | 2 - 1 | 日本体育大学 |
| 清水 · 佐藤 後18分 |       | 高橋 前12分  |

| 西が丘サッカー場 |

## 最終結果
| 第25回全国大学サッカー選手権大会 優勝チーム |
| ------------------------------------------- |
| 法政大学 6年ぶり2回目                       |

## 主な出場選手
- 田嶋幸三（筑波大学）
- 坪田和美（法政大学）
- 楚輪博（法政大学）
- 永尾昇（法政大学）
- 清水秀彦（法政大学）
- 菅又哲男（法政大学）